# 利穆埃鲁-迪阿纳迪亚
利穆埃鲁-迪阿纳迪亚（葡萄牙語：Limoeiro de Anadia）是巴西阿拉戈斯州的一个市镇。总面积315.67平方公里，总人口25272人，人口密度80.1人/平方公里。